# کریستینا چاجکووسکا
کریستینا چاجکووسکا (انگلیسی: Krystyna Czajkowska؛ زادهٔ ۲۵ آوریل ۱۹۳۶) بازیکن والیبال اهل لهستان است.